# Chaetoderma vadorum
Chaetoderma vadorum är en blötdjursart som beskrevs av Heath 1918. Chaetoderma vadorum ingår i släktet Chaetoderma och familjen Chaetodermatidae. Inga underarter finns listade i Catalogue of Life.